# Casino de Paris (film, 1935)
Pour les articles homonymes, voir Casino de Paris (homonymie).
Pour plus de détails, voir Fiche technique et Distribution.
Casino de Paris (titre original : Go into Your Dance) est un film musical américain réalisé par Archie Mayo, Michael Curtiz (non crédité) et Robert Florey (non crédité), et sorti en 1935.

## Synopsis
La star de Broadway Al Howard voit se réduire son activité, et ne trouve plus de producteurs.

## Fiche technique
- Titre original : Go into Your Dance
- Réalisation : Archie Mayo, Michael Curtiz (non crédité) et Robert Florey (non crédité)
- Scénario : Earl Baldwin d'après une histoire de Bradford Ropes
- Production : Warner Bros., First National Pictures
- Producteur : Samuel Bischoff
- Musique : Bernhard Kaun
- Costumes : Orry-Kelly
- Montage : Harold McLernon
- Durée : 89 minutes [1]
- Date de sortie: 
  - États-Unis : 20 avril 1935

## Distribution
- Al Jolson : Al Howard
- Ruby Keeler : Dorothy 'Dot' Wayne
- Glenda Farrell : Molly Howard
- Barton MacLane : Duke Hutchinson
- Patsy Kelly : Irma 'Toledo' Knight
- Akim Tamiroff : Mexicain au café La Cucaracha
- Helen Morgan : Luana Wells
- Sharon Lynn : Nellie Lahey
- Phil Regan : Eddie 'Teddy' Rio
- Gordon Westcott : Fred
- William B. Davidson : Tom McGee
- Joyce Compton : Show Girl du café
- Joseph Crehan : H.P. Jackson
- Ward Bond : Herman Lahey
- Mary Carr (non créditée) : responsable des costumes

## Autour du film
- C'est le seul film où jouent ensemble Al Jolson et Ruby Keeler, qui étaient mariés ensemble à l'époque[2].